# Ажурикаба
Ажурикаба (порт. Ajuricaba)  —  муниципалитет в Бразилии, входит в штат Риу-Гранди-ду-Сул. Составная часть мезорегиона Северо-запад штата Риу-Гранди-ду-Сул. Входит в экономико-статистический  микрорегион Ижуи. Население составляет 7261 человек на 2007 год. Занимает площадь 323,239 км². Плотность населения — 23,0 чел./км².
Праздник города —  29 мая.

## История
Город основан 8 ноября 1965 года. 

## Статистика
- Валовой внутренний продукт на 2003 составляет 96.929.219,00 реалов (данные: Бразильский институт географии и статистики).
- Валовой внутренний продукт на душу населения на 2003 составляет 12.834,91 реалов (данные: Бразильский институт географии и статистики).
- Индекс развития человеческого потенциала на 2000 составляет 0,781 (данные: Программа развития ООН).

## География
Климат местности: субтропический гумидный.